# Hội trường Hoàng gia Albert
Hội trường Hoàng gia Albert là một nhà hát nằm ở phía bắc quận South Kensington, London, Anh Quốc. Nhà hát có sức chứa tối đa 5.272 ghế ngồi. Đây là sân khấu nhận kinh phí duy trì hoàn toàn từ từ thiện, không liên quan tới quỹ quốc gia chính phủ Anh.